# Aethicus Histricus
Aethicus Histricus este personajul principal al lucrării latine Cosmographia, scrisă în secolul al VII-lea sau al VIII-lea de un cleric numit Ieronim. Cartea descrie călătoriile lui Aethicus Histricus în jurul lumii și conține numeroase descrieri depreciative ale unor popoare străine. Multe pasaje sunt legende despre faptele lui Alexandru cel Mare.

## Stil și limbă
Limbajul latin al lucrării este neuniform: unele pasaje sunt simple și uneori vulgare, altele sunt enigmatice și criptice. Acest lucru se datorează, parțial, vocabularului excepțional de complex al lui Ieronim, caracterizat prin numeroase grecisme și compuși greco-latini. Lucrarea conține numeroase anagrame, jocuri etimologice (de exemplu, monstrare – monstrum – demonstrare) și alte elemente ludice. Ortografia latină a lucrării sugerează o legătură cu centrele de scriere merovingiene, dar această ipoteză a fost criticată, deoarece „ortografia merovingiană” este considerată o bază nesigură pentru determinarea originii. 
Adesea se sugerează o legătură a autorului cu Pseudo-Methodius. Unele pasaje par să indice influențe reciproce. Cunoștințele sale de limba greacă – o raritate în contextul Europei de Vest din acea vreme – sugerează posibile legături cu școala arhiepiscopului Theodor de Canterbury din sfârșitul secolului al VII-lea. În ciuda acestor indicii, localizarea lingvistică și culturală exactă a autorului rămâne neclară. 

## Ediții
- D’Avezac, Marie Armand Pascal: Mémoire sur Éthicus et sur les ouvrages cosmographiques intitulés de ce nom. În: Mémoires présentés par divers savants à l’Académie des inscriptions et belles-lettres. Première série, 1/2 (Paris 1852), p. 455–551.
- Wuttke, Heinrich; Die Kosmographie des Istrier Aithikos (Leipzig 1853), pp. 1–136.
- Prinz, Otto; Die Kosmographie des Aethicus Ister. Monumenta Germaniae Historica, Quellen zur Geistesgeschichte des Mittelalters, 14 (München 1993), pp. 87–244.
- Herren, Michael W.; The Cosmography of Aethicus Ister. Edition, Translation, and Commentary (Turnhout 2011).
- Pachia-Tatomirescu, Ion; Aethici Cosmographia. Drept-Zalmoxianul Donares>Dunăre din Dacia, (Temeswar 2019).

## Literatură
- Dalché, Patrick G.; „Du nouveau sur Aethicus Ister? Un propos d’une théorie récente“, Journal des Savants 3–4 (1984), pp. 175–186.
- Herren, Michael; „Aethicus Ister and Virgil the Grammarian“, in Mélanges François Kerlouégan (Paris: 1994), pp. 285–288.
- Herren, Michael, „The ‘Greek Element’ in the Cosmography of Aethicus Ister“, Journal of Medieval Latin 11 (2001), pp. 184–200.
- Herren, Michael; „The ‘Cosmography’ of Aethicus Ister: Speculations about its Date, Provenance, and Audience”, in Nova de Veteribus, ed. A. Bihrer/E. Stein (München: 2004), pp. 79–102.
- Löwe, Heinz; Ein literarischer Widersacher des Bonifatius (Wiesbaden: 1952).
- Wood, Ian; „Aethicus Ister: An Exercise in Difference“, in Grenze und Differenz im frühen Mittelalter, ed. W. Pohl/H. Reimitz (Wien: 2000), pp. 197–208